# BBC Radio One Live in Concert (Thin Lizzy)
BBC Radio One Live in Concert è un live della band hard rock Thin Lizzy, registrato nel 1983 e pubblicato nel 1994.

## Tracce
1. Jailbreak (Phil Lynott)
2. Thunder and Lightning (Brian Downey, Lynott)
3. Waiting for an Alibi (Lynott)
4. Are You Ready (Downey, Scott Gorham, Lynott, Brian Robertson)
5. Baby Please Don't Go (Lynott)
6. A Night in the Life of a Blues Singer (Lynott)
7. The Holy War (Lynott)
8. The Sun Goes Down (Lynott, Darren Wharton)
9. Emerald (Gorham, Downey, Robertson, Lynott)
10. Cowboy Song (Downey, Lynott)
11. The Boys Are Back in Town (Lynott)
12. Suicide (Lynott)
13. Rosalie Medley: Rosalie/Dancing in the Moonlight/The Cowgirl Song (Bob Seger, Lynott, Downey)
14. Still in Love with You (Lynott)

## Formazione
- Phil Lynott - basso, voce
- Brian Downey - batteria
- Scott Gorham - chitarra
- John Sykes - chitarra
- Darren Wharton - tastiera